# Bass Lake
Bass Lake is een plaats (census-designated place) in de Amerikaanse staat Indiana, en valt bestuurlijk gezien onder Starke County.

## Demografie
Bij de volkstelling in 2000 werd het aantal inwoners vastgesteld op 1249.

## Geografie
Volgens het United States Census Bureau beslaat de plaats een oppervlakte van
29,2 km², waarvan 23,7 km² land en 5,5 km² water. Bass Lake ligt op ongeveer 219 m boven zeeniveau.

## Plaatsen in de nabije omgeving
De onderstaande figuur toont nabijgelegen plaatsen in een straal van 20 km rond Bass Lake.